# Liste Münchner Höfe
Die Liste Münchner Höfe enthält, geordnet nach Stadtbezirken, öffentlich zugängliche Höfe in München, deren zugehörige Gebäude enzyklopädische Relevanz besitzen.

## Altstadt-Lehel
| Name                                | Lage                           | Besonderheiten | Bild |
| ----------------------------------- | ------------------------------ | --- | --- |
| Arkadenhof der Alten Münze          | Hofgraben 4 Position           | Im Hof der Alten Münze befinden sich drei Arkadenreihen übereinander. Architektonisch knüpft der Hof hiermit an italienische Renaissance-Architektur an, wirkt jedoch wegen der eher gedrungenen Proportionen und der unregelmäßigen Abstände der Joche weniger italienisch und ist damit ein Beispiel für den Stil der deutschen Renaissance. | weitere Bilder |
| Fünf Höfe                           | Theatinerstraße 16 Position    | Neugestaltung durch die Architekten Jacques Herzog und Pierre de Meuron. Sphere im Theatinerhof von Ólafur Elíasson | weitere Bilder |
| Hof des Bayerischen Nationalmuseums | Prinzregentenstraße 3 Position | Mit Narzißbrunnen, von dreiflügeliger Arkadenhalle eingefasstes Bodenbecken mit sitzender Bronzefigur, von Hubert Netzer, 1896 | Narzissbrunnen im Hof des Bayerischen Nationalmuseums, 1896 von Hubert Netzer, Prinzregentenstraße, Lehel, München |
| Brunnenhof der Münchner Residenz    | Position                       | | weitere Bilder |
| Grottenhof der Münchner Residenz    | Position                       | | weitere Bilder |
| Kaiserhof der Münchner Residenz     | Position                       | | weitere Bilder |
| Prunkhof im Neuen Rathaus           | Position                       | | weitere Bilder |

## Berg am Laim
| Name                               | Lage                      | Besonderheiten                                                                             | Bild                          |
| ---------------------------------- | ------------------------- | ------------------------------------------------------------------------------------------ | ----------------------------- |
| Innenhof des Technischen Rathauses | Friedenstraße 40 Position | Kunstwerk „Courtyard in the Wind“ (dt.: Hof im Wind) des New Yorker Künstlers Vito Acconci | Technisches Rathaus (München) |

## Isarvorstadt
| Name                           | Lage                  | Besonderheiten             | Bild           |
| ------------------------------ | --------------------- | -------------------------- | -------------- |
| Innenhof des Deutschen Museums | Museumsinsel Position | Entwurf: Gabriel von Seidl | weitere Bilder |

## Maxvorstadt
| Name                                          | Lage                      | Besonderheiten | Bild                                                                                       |
| --------------------------------------------- | ------------------------- | --- | ------------------------------------------------------------------------------------------ |
| Atrium des Amerika-Haus                       | Karolinenplatz 3 Position | 1957 nach Plänen der Architekten Karl Fischer und Franz Simm erbaut                                                                   | Glaskuppel des Atriums                                                                     |
| Lichthof des Führerbaus                       | Arcisstraße 12 Position   | Planung von Paul Ludwig Troost, Architekt: Leonhard Gall. Heute befindet sich die Hochschule für Musik und Theater München im Gebäude | Nördlicher Lichthof des ehemaligen Führerbaus                                              |
| Innenhof der Glyptothek                       | Königsplatz Position      | Spielort der Theaterspiele Glyptothek                                                                                                 |                                                                                            |
| Innenhöfe der Bayerischen Staatsbibliothek    | Ludwigstraße 16 Position  | Planung des gesamten Gebäudes durch Friedrich von Gärtner                                                                             | Luftbildaufnahme der Bayerischen Staatsbibliothek                                          |
| Lichthof des Justizpalasts                    | Karlsplatz Position       | 66 Meter hohe Glaskuppel. Architekt war Friedrich von Thiersch.                                                                       | Lichthof mit Treppenanlage im Justizpalast in München                                      |
| Lenbachhaus                                   | Luisenstraße 33 Position  | | Das Lenbachhaus am Tag vor dessen Schließung für eine umfassende Renovierung.              |
| Lichthof der LMU                              | Position                  | Hier kam es zur Verhaftung der Geschwister Scholl, nachdem sie Flugblätter von der Galerie im zweiten Stock in den Lichthof warfen.   | Ludwig-Maximilians-Universität – Hauptgebäude – Raum A086 (Lichthof)                       |
| Lichthof (Rotunde) der Pinakothek der Moderne | Position                  | Architekt ist Stephan Braunfels. Rotunde hat 30 Meter Durchmesser.                                                                    | weitere Bilder                                                                             |
| Salinenhof der LMU                            | Position                  | mit einem Steinbrunnen von Herbert Peters, 1965                                                                                       | Historicum (links) der Ludwig-Maximilians-Universität München, vom Salinenhof aus gesehen. |
| Innenhöfe der Staatlichen Antikensammlungen   | Königsplatz Position      | |                                                                                            |

## Moosach
| Name    | Lage     | Besonderheiten | Bild               |
| ------- | -------- | --- | ------------------ |
| Borstei | Position | In sieben Höfen sind Grünanlagen mit zahlreichen Pflanzungen und geschmückt mit 51 Statuen, einem Teich und neun Brunnen. | Borstei in München |

## Neuhausen-Nymphenburg
| Name                                   | Lage     | Besonderheiten | Bild               |
| -------------------------------------- | -------- | -------------- | ------------------ |
| Botanischer Garten München-Nymphenburg | Position |                | Botanischer Garten |

## Obermenzing
| Name                        | Lage     | Besonderheiten                             | Bild           |
| --------------------------- | -------- | ------------------------------------------ | -------------- |
| Innenhof Schloss Blutenburg | Position | Im Hof steht die Schlosskapelle Blutenburg | weitere Bilder |

## Schwabing-Freimann
| Name                     | Lage                               | Besonderheiten | Bild                                                                    |
| ------------------------ | ---------------------------------- | --- | ----------------------------------------------------------------------- |
| Schmuckhof der Munich RE | Königinstraße 107 Position         | Architekten: Oswald Bieber und Wilhelm Hollweck. Seit 1973 steht das von Jugendstil und Klassizismus geprägte Gebäude unter Denkmalschutz. | Münchener Rück: Hauptgebäude mit Schmuckhof, Königinstraße 107, München |
| Wilhelm-Hertz-Höfe       | Wilhelm-Hertz-Straße 6–36 Position | [ 5 ] |                                                                         |